# بهاره‌های شمالگانی
بهاره‌های شمالگانی (نام علمی: Arctoperlaria) نام یک زیرراسته از راسته بهاره‌ها است.